# Teresa Claramunt
Teresa Claramunt Creus (Sabadell,  4 de junho de 1862 - Barcelona, 11 de abril de 1931) foi uma anarquista espanhola catalã. Foi a fundadora da revista El Productor (1901), colaborou no periódico La Tramuntana, em La Revista Blanca e dirigiu o jornal diário El Rebelde durante 1907-1908. Participou ativamente nas reivindicações sociais na Espanha no princípio do século XX.

## Atuação política
“
(…)
Hombres que se apellidan liberales los hay sin cuento. Partidos, lo más avanzado en política, no faltan; pero ni los hombres por sí, ni los partidos políticos avanzados se preocupan lo más mínimo de la dignidad de la mujer. No importa. La hermosa acracia, esa idea magna, hará justicia a la mujer; para la acracia no existe raza, color no sexo. Hermana gemela de nuestra madre Natura, da a cada uno lo que necesita y toma de cada uno lo que puede dar de sí. (…)”

— 'Texto extraído de "A la mujer", Fraternidad, núm. 4. Gijón, 1899.'
Trabalhou como operária em uma indústria têxtil e influenciada pelo também anarquista Fernando Tarrida del Mármol, organizou um grupo  que em 1883 liderou a Huelga de las Siete Semanas que reivindicava a jornada de trabalho de 8 horas por dia. Fundou o grupo Sección Varia de Trabajadores Anarco-colectivistas de Sabadell juntamente com Ángeles López de Ayala e Amalia Domingo Soler. Participou da criação em 1892 da primeira sociedade feminista espanhola a Sociedad Autónoma de Mujeres de Barcelona. Como figura destacada no anarquismo catalão procurou com seu marido Antoni Gurri o exílio em Portugal atuando no país entre 1888 e 1889.
Foi presa em 1893 acusada de ter explodido uma bomba no  Grande Teatro do Liceu, uma casa de ópera em La Rambla na cidade de Barcelona. Foi novamente presa em represaria ao atentado a bomba contra a procissão de Corpus Cristi na rua Canvis Nous também em Barcelona, no dia 7 de Junho de 1896 que resultou em 12 mortos e 35 feridos. Foi julgada no processos de Montjuïc que tinha como principal alvo as organizações de trabalhadores e anarquistas da Catalunha. Apesar de não ser condenada foi exilada na Inglaterra até 1898.
Novamente em Barcelona, no no de 1902, participou do movimento de solidariedade a greve dos metalúrgicos, que originou a greve geral de trabalhadores deflagrada em 17 de  fevereiro e encerrada no dia 24.
Foi novamente detida após os sangrentos acontecimentos desenvolvidos em Barcelona e outras cidades da Catalunha, de 26 de Julho a 2 de Agosto de 1909, com o enfrentamento do exército e a classe operária, apoiada pelos anarquistas. O movimento ficou conhecido como Semana Trágica de 1909.  Confinada em Zaragoza, em 1911 organizou os sindicatos da região a aderirem a Confederación Nacional del Trabajo (CNT) que tinha como objetivo a união confederal de sindicatos autônomos de ideologia anarcossindicalista da Espanha. Também participou da greve geral de 1911.
Em 1924 regressou a Barcelona, enferma se afastou das atividades políticas.